# 太田拓郎
太田 拓郎（おおた たくろう、1984年12月28日 - ）は、日本のお笑い芸人であり、お笑いコンビ漫才少爺のツッコミ担当。愛称は、拓ちゃん。吉本興業（旧：よしもとクリエイティブ・エージェンシー）東京本社所属。よしもと台湾住みます芸人。

## 略歴
- 神奈川県横浜市出身。未婚。身長167cm、体重60kg、靴のサイズ27.5cm。
- 横浜市立杉田小学校、横浜市立浜中学校を経て、神奈川県立東金沢高等学校を卒業後、学校法人大原学園で簿記を学び、簿記2級を取得。
- 2004年、吉本総合芸能学院（NSC）東京校に入学し、お笑い芸人としての道を歩む。相方の三木奮とは2008年12月24日に出会い、2009年に「からくりタンバリン」を結成した。
- 2015年、住みますアジア芸人として台湾に移住。コンビ名を「漫才少爺」に改めた。

## 人物

### 芸風・仕事
- 若手芸人の登竜門的ネタライブである『AGE AGE LIVE』の前哨戦の『AGE AGE チャレンジ』などでの作りこまれた笑いのスタイルは、『草食系感情漫才』と評されており、女子高生のファンが多い。
- 舞台ではグラニフのTシャツをよく着用している。
- 公式ブログ、mixi、Twitterでは、面白おかしい話を織り交ぜて頻繁に更新しており、ファンを飽きさせない。

### 趣味・嗜好
- AV女優・ほしのみゆのファンであり、サイン会に行ったこともある。
- AGE AGE チャレンジで、MCのキングコング西野亮廣にホモではないかと疑惑をもたれ認めてしまった。
- メガネフェチ、脚フェチである。
- 城好きを自称している。
- 普段はユニクロのSサイズの服を好んで着用している。ちなみにズボンのサイズは30インチである。

### 家族
- 3人兄弟の末っ子。家族構成は父、母、兄、姉。
- 父親が再婚したため、２歳年上のインドネシア出身の母がいる。
- 生みの母が吉田拓郎のファンだったので、拓郎と名付けられた。
- 家族全員が離れ離れに暮らしているものの太田との関係は悪くはない。

### その他エピソード
- 中学時代の2年後輩に女優の井上真央がいるが、面識はない。